# فهرست استانداران خراسان جنوبی
این فهرست اسامی استانداران استان خراسان جنوبی، (از سال تشکیل استان در سال ۱۳۸۳ تاکنون) است.

## فهرست
| ر. | نام                   | شروع           | پایان          | دولت    | رئیس دولت | م.     |
| -- | --------------------- | -------------- | -------------- | ------- | --------- | ------ |
| ۱  | ابراهیم رضایی بابادی  | ۱۴ مرداد ۱۳۸۳  | ۳ مهر ۱۳۸۴     | هشتم    | خاتمی     | [ ۱ ]  |
| ۲  | سید صولت مرتضوی       | ۳ مهر ۱۳۸۴     | ۱۴ مهر ۱۳۸۸    | نهم     | احمدی‌نژاد | [ ۲ ]  |
| –  | عیسی فرهادی سرپرست    | ۱۴ مهر ۱۳۸۸    | ۲۶ مهر ۱۳۸۸    | دهم     | احمدی‌نژاد | [ ۳ ]  |
| ۳  | قهرمان رشید           | ۲۶ مهر ۱۳۸۸    | ۱۷ مهر ۱۳۹۲    | دهم     | احمدی‌نژاد | [ ۴ ]  |
| ۴  | وجه‌الله خدمتگزار      | ۱۷ مهر ۱۳۹۲    | ۱۰ تیر ۱۳۹۵    | یازدهم  | روحانی    | [ ۵ ]  |
| ۵  | سید علی‌اکبر پرویزی    | ۱۰ تیر ۱۳۹۵    | ۲۲ شهریور ۱۳۹۶ | یازدهم  | روحانی    | [ ۶ ]  |
| ۶  | محمدمهدی مروج‌الشریعه  | ۲۲ شهریور ۱۳۹۶ | ۲۶ آبان ۱۳۹۷   | دوازدهم | روحانی    | [ ۷ ]  |
| –  | مشیرالحق عابدی سرپرست | ۲۷ آبان ۱۳۹۷   | ۷ آذر ۱۳۹۷     | دوازدهم | روحانی    |        |
| ۷  | محمدصادق معتمدیان     | ۷ آذر ۱۳۹۷     | ۲۷ مهر ۱۳۹۹    | دوازدهم | روحانی    | [ ۸ ]  |
| –  | ناصر خوش‌خبر سرپرست    | ۲۸ مهر ۱۳۹۹    | ۱۱ آبان ۱۳۹۹   | دوازدهم | روحانی    |        |
| ۸  | حمید ملانوری شمسی     | ۱۱ آبان ۱۳۹۹   | ۳ آذر ۱۴۰۰     | دوازدهم | روحانی    | [ ۹ ]  |
| ۹  | محمدجواد قناعت        | ۳ آذر ۱۴۰۰     | ۳۰ آبان ۱۴۰۳   | سیزدهم  | رئیسی     | [ ۱۰ ] |
| ۱۰ | سید محمدرضا هاشمی     | ۳۰ آبان ۱۴۰۳   | متصدی          | چهاردهم | پزشکیان   | [ ۱۱ ] |